# Georges Boisot
Pour les articles homonymes, voir Boisot.
Georges Boisot, né le 14 septembre 1774 à Mézières (Vaud), alors dans le canton de Berne, et mort le 19 décembre 1853 à Lausanne, est une personnalité politique suisse.

## Biographie
De confession protestante, originaire de Lausanne, Georges Boisot est le fils de Jean-François-Louis, pasteur, et de Louise Peter. Il épouse Madeleine Perregaux, fille d'Alexandre Perregaux, architecte et sculpteur sur ivoire. Georges Boisot suit l'école à Lausanne, puis des études de théologie à l'académie de Lausanne avant de les interrompre en 1795 pour accepter un poste de professeur de mathématiques. Dès 1842, il rédige à la demande de ses enfants ses mémoires (en partie publiées),.

### Parcours politique
Georges Boisot participe activement en 1798 à la Révolution vaudoise, après laquelle il devient secrétaire-rédacteur de la Chambre administrative du canton du Léman puis, à partir de 1800, chef de bureau au ministère de l'Intérieur de la République helvétique, à Berne. Sous l'acte de Médiation, il devient en 1803 secrétaire du Département vaudois de l'intérieur puis, le 2 mai, secrétaire en chef du Petit Conseil et chancelier d'État de 1815 à 1830. Il prend part entre juin et décembre 1829 à la révision de la Constitution vaudoise effective en mai 1830. Cette révision, jugée insuffisante par une partie de la population menée par Frédéric-César de La Harpe et Samuel Clavel, entraînera la Révolution libérale de décembre 1830 et une nouvelle Constitution en juin 1831. Entré au Conseil d'État le 7 mai 1830, il est réélu au nouveau gouvernement en août 1831 et en est le président en 1833 ; il partage la responsabilité des quatre départements de l'époque (Militaire, Finances, Intérieur, Justice et police) avec les huit autres Conseillers. Incarnation du libéralisme conservateur, il est démis de ses fonctions lors de la Révolution radicale de 1845,,.